# (473036) 2015 HS74
(473036) 2015 HS74 es un asteroide perteneciente al cinturón de asteroides, descubierto el 23 de septiembre de 2009 por el equipo del Mount Lemmon Survey desde el Observatorio del Monte Lemmon, Arizona, Estados Unidos.

## Designación y nombre
Designado provisionalmente como 2015 HS74.

## Características orbitales
2015 HS74 está situado a una distancia media del Sol de 2,342 ua, pudiendo alejarse hasta 2,476 ua y acercarse hasta 2,209 ua. Su excentricidad es 0,056 y la inclinación orbital 2,109 grados. Emplea 1309 días en completar una órbita alrededor del Sol.

## Características físicas
La magnitud absoluta de 2015 HS74 es 18,1.